# Andrei Karpovich
Andrey Vladimirovich Karpovich (en russe : Андрей Владимирович Карпович ; en français : Andreï Vladimirovitch Karpovitch), né le 18 janvier 1981 à Semipalatinsk, en RSS kazakhe, est un footballeur kazakh. Il a joué 54 matchs en équipe nationale.